# Entertainment Software Rating Association
Entertainment Software Rating Association (persiano اسرا; sigla: ESRA) è un sistema governativo iraniano di classificazione di videogiochi; i giochi che non sono o non possono essere classificati vengono considerati illegali in Iran e non possono essere venduti.

## Classificazione
ESRA classifica i videogiochi nel seguente modo:
| Simbolo | Significato                    |
| ------- | ------------------------------ |
|         | Inadatto ai minori di 3 anni.  |
|         | Inadatto ai minori di 7 anni.  |
|         | Inadatto ai minori di 12 anni. |
|         | Inadatto ai minori di 15 anni. |
|         | Inadatto ai minori di 18 anni. |